# Рижское латышское общество

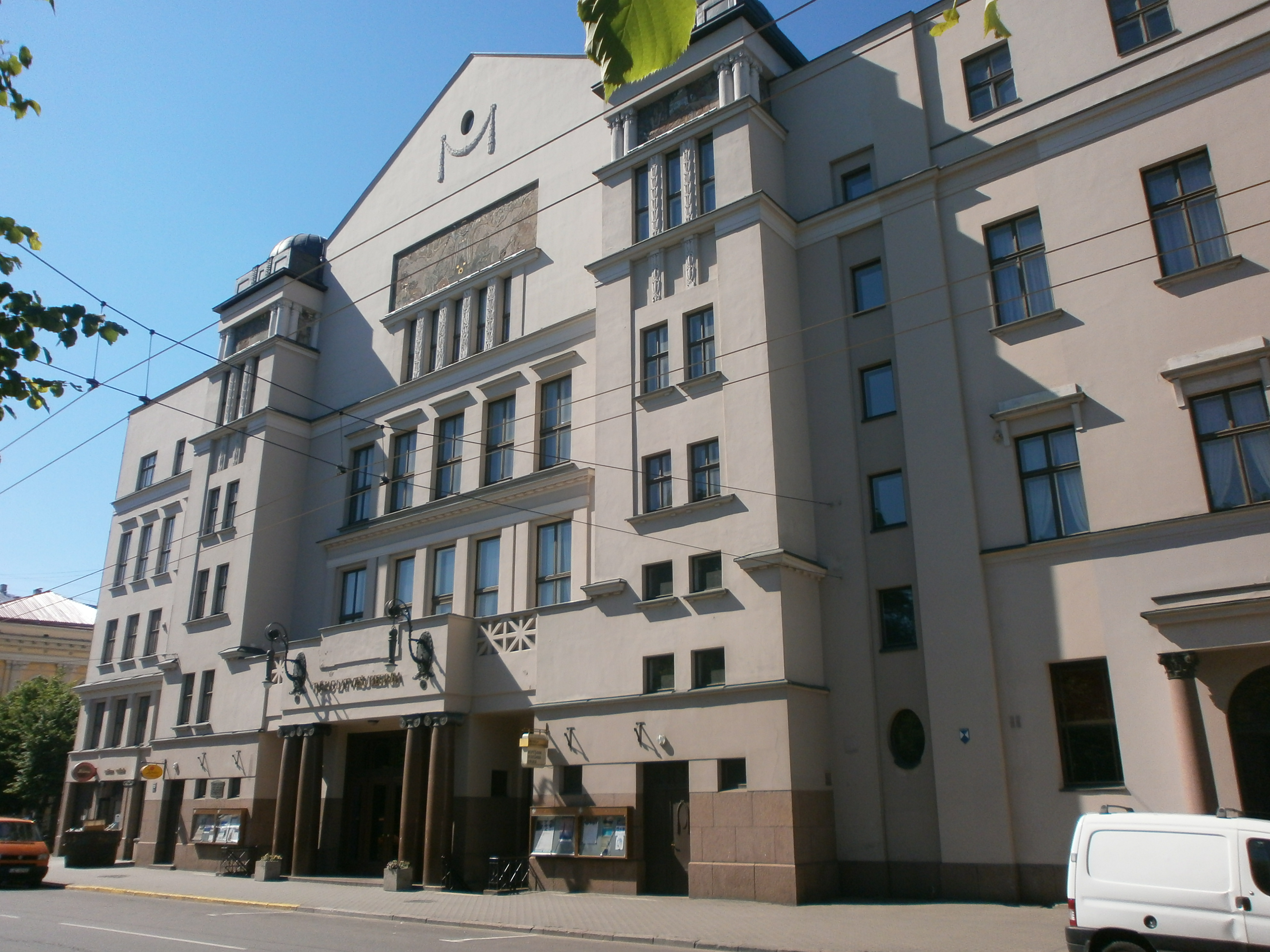
Здание Общества на улице Меркеля, д. 13

Рижское латышское общество — первая организация, объединившая латышей в период Российской империи. Была создана с учётом потребностей младолатышского движения, которое ставило перед собой задачи провозглашения самостоятельности национальных культуры и науки. Существовало с 1868 по 1940 год.

## Год основания и руководители
Рижское латышское общество было основано 2 марта 1868 года. Первыми главами этого национального объединения стали латышский публицист Бернхард Дирикис, главный редактор латышской газеты «Балтийский вестник», и известный латышский архитектор Янис Фридрих Бауманис, который стал идейным вдохновителем организации. Бауманис является хрестоматийным примером младолатыша, исполнившего все заветы нового общественного течения — он стал первым профессиональным архитектором, получившим высшее образование в Санкт-Петербургской Академии художеств. У него в квартире 16 августа 1868 года состоялось первое собрание новой организации. Также одним из первых руководителей общества латышей Риги был писатель и публицист Рихард Томсон.

## Эволюция движения
В начале 1870-х годов общество латышей Риги имело ярко выраженную прогрессивную направленность. В качестве ключевого момента их концепции значилась идея борьбы за ликвидацию феодально-аристократических привилегий прибалтийских немцев, монополизировавших научную, культурную и политическую сферы жизни в Прибалтийских губерниях Российской империи. Это объединение латышей в 1870-е годы объективно сплотило латышскую буржуазию, стремившуюся к признанию национальной культуры латышского народа.
Именно благодаря активнейшему содействию Рижского латышского общества в Лифляндии в 1873 году прошёл Первый вселатвийский праздник песни. В Рижском латышском обществе на одном из вступительных мероприятий Праздника впервые исполняют будущий гимн Латвии «Боже, благослови Латвию» Карлиса Бауманиса. Тогда же состоялись чрезвычайно значимые учительские конференции (в 1873 и 1874 годах), ключевой целью которых была выработка педагогической концепции для формирования основ национального просвещения. Также в 1871 и 1873 годах общество латышей провело собрание латышских землевладельцев, целью которых была, сколь бы парадоксально это ни звучало, демонстрация своего существования, поскольку гегемонами на территории Прибалтики по-прежнему являлись остзейские помещики.

## Консервативный крен в 1880-е годы
Впоследствии, в 1880-е годы, общество приняло более консервативную концепцию. В этот период членами РЛО были в основном представители зажиточного слоя национального помещичества, которые несколько отошли от первоначальных целей, провозглашённых ранними представителями латышского общества. Засилье владельцев фабрик и коммерсантов также делало эту организацию более консервативной и в какой-то степени ставило её на ренегатские позиции. Во многом именно в дореволюционный период Рижское латышское общество окончательно видоизменило свои идеологические установки и стало обслуживать потребности губернской чиновнической среды, часто становясь на позиции компромисса в диалоге с прибалтийско-немецкими администраторами.

## Достижения
Тем не менее во многом благодаря активности РЛО культурная жизнь латышей была существенно обогащена. В частности, инновации наблюдались в области букинистической культуры. В рамках Рижского латышского общества с 1886 года действовало издательство под названием Отдел полезных книг, которое ставило перед собой просветительские цели, снабжая широкую читательскую аудиторию научно-популярной и художественной литературой самого широкого спектра. В Отделе полезных книг впервые увидели свет не только рассказы писателя-реалиста Апсишу Екаба и рассказы Эрнеста Бирзниека-Упита, но и многие переводные издания Александра Сергеевича Пушкина и Николая Александровича Некрасова.
В рамках этого объединения в 1888 году была создана особая музыкальная комиссия, которая выполняла задачу пропагандирования хоровой певческой культуры латышей. Эта музыкальная комиссия, действовавшая в рамках РЛО, организовала Пятый Всеобщий праздник песен. Также комиссия издала 10 сборников хоровых песен под редакцией латышского композитора и одного из основоположников латышской фольклористики Андрея Юрьяна. Эти сборники регулярно издавались с 1889 по 1914 год. Также с 1891 по 1913 годы комиссия курировала проведение Осенних концертов на территории губернии, в которых участвовали различные латышские хоры. Андрей Юрьян с помощью комиссии подготовил и издал «Материалы латышской народной музыки» в пяти томах, которые издавались с 1894 по 1921 год. Также Музыкальная комиссия направила все силы на сбор образцов национального музыкального фольклора по территории всей губернии, немало в этом преуспев. Фактически эта обширная коллекция, собранная стараниями Музыкальной комиссии, в итоге легла в основу свода музыкального народного творчества латышей.

## Лингвистические опыты
В научной сфере Рижское латышское общество также может похвастаться рядом значимых достижений. В частности, речь идёт о прогрессивных лингвистических изысканиях членов этой организации. В составе РЛО практически с момента его основания действовала Учёная комиссия, которая преследовала цели постулирования независимости и самодостаточности национальной науки. В 1904 году в рамках этой Учёной комиссии был сформирован Отдел языкознания, руководителем которой стал латышский филолог Карлис Мюленбах. Этот человек может по праву считаться одним из основателей научного языкознания в Латвии. Выпускник Дерптского университета 1880 года, молодой языковед сразу же заступил на преподавательскую работу и начал активно участвовать в деятельности РЛО с середины 1880-х. Мюленбах, являясь председателем Отдела языкознания, много времени посвятил исследованию синтаксиса и лексики латышского языка, также разработав свод орфографических правил. В частности, ему принадлежит авторство синтаксической части учебного издания «Латышская грамматика», увидевшего свет в 1907 году. Автором этого учебного пособия стал другой знаковый латышский лингвист Янис Эндзелин, который является основоположником латышского научного языкознания и балтоведения.
Обоим учёным, и Эндзелину, и Мюленбаху, принадлежит заслуга по разработке терминологического аппарата латышского языка. Они первыми начали в полную силу заниматься научными исследованиями латышского языка. В 1908 году по их распоряжению была сформирована Особая языковая комиссия, которая разработала свод орфографических правил латышского языка.

## Сборники публикаций
Своеобразной визитной карточкой Учёной комиссии РЛО (а затем и созданного в его рамках Отдела языкознания) стал филологический сборник, в котором были представлены фактически все научные разработки исследователей латышского языка; он получил обобщённое название «Сборник статей» (на латышском языке «Rakstu krājums») — всего было выпущено 23 тома в период с 1876 по 1940 год (по момент ликвидации Рижского латышского общества в связи с установлением советской власти в Латвии). В разных томах этого периодического издания систематически публиковались значительные с научной точки зрения статьи по фонетике балтийских (в особенности латышского) языков, по грамматическому строю латышского языка (традиционная сфера научных интересов Мюленбаха и Эндзелина), по особенностям его орфографии (этот лингвистический аспект подробно разрабатывал латышский филолог, фольклорист и основоположник этнографических штудий в РЛО Петерис Шмитс). Также в этих сборниках было предложено первое описание диалектов латышского языка, а также аналитические обзоры письменных источников на древнелатышском языке (эта тема находилась в ведении Шмитса и молодого латышского исследователя Алвилса Аугсткалнса).
В основном в сборники помещались статьи, написанные в научно-популярном стиле и посвящённые проблемным вопросам фольклористики и этнографии, а также проводились попытки научного исследования доисторического периода жизни балтийских народностей. В сборниках статей часто публиковались фольклорные материалы (народные сказки, песни, предания), к тому же регулярно выходили профессиональные филологические обзоры новинок книжного и журнального мира (художественные произведения латышских и иноязычных авторов, научные труды исследователей, периодические издания). Эти публикации неизменно вызывали повышенный интерес у читательской аудитории.

## Дом Рижского латышского общества
Первым местом дислокации молодого объединения была трёхкомнатная квартира по адресу улица Калькю (Известковая), д. 9, которая мало соответствовала требованиям комфорта. Во время собраний участники беспощадно курили, так что под конец мероприятий дышать становилось совершенно невозможно. При этом теснота не позволяла устраивать публичные мероприятия для широких масс. Именно поэтому после составления сметы расходов в 1869 году, уже к 1870 году (аккурат к празднику Лиго, важного и ценного для латышской этнографической культуры) было построено новое, более вместительное здание для РЛО по проекту его руководителя Яниса-Фридриха Бауманиса. Отслужив 38 лет, оно пострадало в результате сильного пожара 19 июня 1908 года, после чего немедленно начались дискуссии по строительству нового центра.
Итак, современное здание Рижского латышского общества было построено в 1909—1910 годах по проекту известного лифляндского архитектора Эйжена Лаубе, признанного мастера неоклассического стилевого направления в истории рижского градостроительства. Соавтором проекта был архитектор Эрнест Поле, известный своими примечательными опытами в области рационального модерна. Обращают на себя внимание декоративные панно, выполненные признанным пионером латышской плановой живописи Янисом Розенталем в характерном репрезентативно-аллегорическом стиле: «Красота», «Сила», «Искусство» и другие. Эти красочные панно выполнены в синтетической технике цветного цемента и мозаики.
В 1930-е годы дореволюционное здание Рижского латышского общества подверглось расширению — была добавлена пристройка на углу улиц Меркеля и Архитекту. Её автором стал тот же Эйжен Лаубе, который по прошествии 28 лет не утратил своего архитектурного чутья, продолжая воздвигать парадные церемониальные неоклассические строения, соответствовавшие утончённому архитектурному вкусу президента страны Карлиса Улманиса. Здание Лаубе и Поле может похвастаться удачной пространственной моделью интерьеров: имеется комфортный зал собраний Общества, множество выставочных и рекреационных салонов, в которых экспонировались работы латышских живописцев разных периодов. Художественная отделка интерьеров отличается особым изяществом — в основу положена модернистская концепция синтеза форм, при котором этнографические декоративные элементы оригинально интерпретированы в актуальном неоклассическом стиле.

## Ликвидация
В июне 1940 года члены Рижского латышского общества восприняли установление советской власти крайне негативно. 5 июля 1940 года общество было ликвидировано. В советский период в здании размещался Дом офицеров Прибалтийского военного округа.

## Современный период в сопоставлении с прошлым
После восстановления независимости Латвии Рижское латышское общество было восстановлено и возобновило свою деятельность в том же здании на улице Меркеля, однако следует признать, что его современное существование носит во многом чисто формальный характер. Его научная, культурная и просветительская активность по своему размаху и достижениям объективно довольно далека от той, которая была развёрнута представителями общества на рубеже XIX и XX столетий. В тот исторический период благодаря раннему этапу разносторонней деятельности, развернувшейся в рамках Рижского Латышского общества, латышский народ переживал кульминационный момент национального подъёма, сумев за рекордно короткий срок полноценно реализовать свой потенциал — латыши получили фундаментальную платформу для развития национальной культуры, науки и, что чрезвычайно значимо, многолетняя просветительская деятельность РЛО того времени во многом способствовала становлению национального самосознания латышского народа.

## Исторические источники
- Письмо Лифляндского губернатора генерал-губернатору Прибалтики с просьбой основателей общества об утверждении проекта Устава Рижского Латышского общества. 6 сентября 1868 года. (недоступная ссылка) на сайте Государственного исторического архива Латвии (недоступная ссылка)